# Джильберти, Камилла
Ками́лла Джильбе́рти (итал. Camilla Gilberti; род. 30 сентября 2002) — итальянская кёрлингистка.
В составе женской команды Италии участница женского чемпионата мира 2023 (заняли пятое место) и чемпионата Европы 2022 (заняли четвёртое место).

## Достижения
- Чемпионат Италии по кёрлингу среди смешанных пар: серебро (2022).
- Чемпионат Италии по кёрлингу среди юниоров: серебро (2021), бронза (2023).

## Команды
| Сезон                                               | Четвёртый            | Третий               | Второй               | Первый                    | Запасной                                                | Турниры                             |
| --------------------------------------------------- | -------------------- | -------------------- | -------------------- | ------------------------- | ------------------------------------------------------- | ----------------------------------- |
| 2020—21                                             | Камилла Джильберти   | Evelyn Mosaner       | Alessandra Callegari | Valentina Holler          |                                                         | ЧИЮ 2021                            |
| 2020—21                                             | Камилла Джильберти   | Алиса Кобелли        | Alessandra Callegari | Valentina Holler          | Evelyn Mosaner тренер: Амос Мозанер                     | ЧИЖ 2021 (4 место)                  |
| 2022—23                                             | Марта Ло Дезерто     | Ребекка Мариани      | Lucrezia Grande      | Камилла Джильберти        | Giada Zambelli тренеры: Марко Мариани, Альберто Пимпини | ЧМЮ (гр. Б) 2022 (11 место)         |
| 2022—23                                             | Камилла Джильберти   | Alessandra Callegari | Valentina Holler     | Denise Franzoi            | тренер: Luca Gilberti                                   | ЧИЮ 2023                            |
| 2022—23                                             | Стефания Константини | Марта Ло Дезерто     | Анджела Ромеи        | Джулия Дзардини Лачеделли | Камилла Джильберти тренер: Виолетта Кальдарт            | ЧЕ 2022 (4 место) ЧМ 2023 (5 место) |
| 2024—25                                             | Камилла Джильберти   | Lucrezia Grande      | Giada Zambelli       | Ракеле Скалессе           | тренер: Екатерина Галкина                               | ЗУ 2025 (8 место)                   |
| 2024—25                                             | Giada Zambelli       | Камилла Джильберти   | Allegra Grande       | Greta Aghemo              | Michela Alverà                                          | ЧИЖ 2025 (5 место)                  |
| Кёрлинг среди смешанных пар (mixed doubles curling) |                      |                      |                      |                           |                                                         |                                     |
| 2021—22                                             | Камилла Джильберти   | Себастьяно Арман     |                      |                           |                                                         | ЧИСП 2022                           |

(скипы выделены полужирным шрифтом)